# 南投縣政府原住民族行政處
南投縣政府原住民族行政處（簡稱原民處），是南投縣政府府內一級單位，2000年成立原住民行政局，2025年改制原住民族行政處，現任代理處長為林婷玉。

## 組織
- 產業永續科
- 建設科
- 保留地管理科
- 社會福利科
- 文教觀旅科

## 業務
掌理原住民族行政、部落永續發展、部落建設及交通改善、推動社會福利工作、改善生活及環境品質、文化保存與維護、經濟事業改善、人力資源、法律扶助、原住民保留地管理與開發利用及原住民保留地森林保育等事項。

## 外部連結
- 南投縣政府組織自治條例
- （繁體中文）（英文） 官方网站